# Panaxia italica
Panaxia italica là một loài bướm đêm thuộc phân họ Arctiinae, họ Erebidae.